# Ulla Moritz
Ulla Moritz (* im 20. Jahrhundert) ist/war eine deutsche Filmschauspielerin. 

## Biografie
Moritz trat erstmals 1957 in Kurt Wilhelms Fernsehfilm Daphnis und Chloe, basierend auf dem spätantiken Liebesroman des griechischen Schriftstellers Longos, in Erscheinung. Erzählt wird die Geschichte der Findelkinder Daphnis, gespielt von Dietmar Schönherr, und Chloe, verkörpert von Heidi Brühl, die ihre Kindheit bei Hirten auf Lesbos verbringen und nach einer Trennung später wieder zueinander finden. Ulla Moritz war als Xanthippe zu sehen. Im Jahr darauf spielte sie in Géza von Radványis Filmdrama Mädchen in Uniform die Internatsschülerin Josi, die sich besonders zu ihrer Mitschülerin Mia, verkörpert von Christine Kaufmann, hingezogen fühlt. In den Hauptrollen agierten Lilli Palmer, Romy Schneider und Therese Giehse. Ein weiterer Film aus diesem Jahr war die Literaturverfilmung nach Franz Werfel Der veruntreute Himmel unter der Regie von Ernst Marischka mit Annie Rosar, Hans Holt und Victor de Kowa in den Hauptrollen und Ulla Moritz als Mizzi. In dem Kriminalfilm Am Tag, als der Regen kam von Gerd Oswald mit Mario Adorf, Christian Wolff und Gert Fröbe in den Hauptrollen war Moritz 1959 als Bardame im „Splendid“ besetzt. Die Rolle der Charlotte spielte sie in Axel von Ambessers Gesellschaftskomödie Bezaubernde Arabella (1959) mit Johanna von Koczian in der Titelrolle. 
In dem dänisch-US-amerikanischen Science-Fiction-Film Journey to the Seventh Planet von 1962 war Moritz als das Mädchen Lise besetzt. In der 1963 fürs Fernsehen gedrehten Version von Arthur Millers Tod eines Handlungsreisenden war die Schauspielerin als Sekretärin Jenny zu sehen. Die Titelrolle des Willy Loman wurde von Leopold Rudolf gespielt, dessen Söhne Biff und Happy von Klausjürgen Wussow und Horst Frank. Im selben Jahr stand Moritz auch auf der Besetzungsliste für Helmut Käutners Verfilmung von Curt Goetz’ Bühnenstück Das Haus in Montevideo mit Heinz Rühmann und Ruth Leuwerik in den Hauptrollen. Ihr letzter festgehaltener Auftritt in einem Film ist die Rolle der Duchess de Talleyrand in Géza von Radványis Kostümfilm Der Kongreß amüsiert sich von 1966. Die Hauptrollen waren mit Curd Jürgens als Zar Alexander I., Lilli Palmer als Fürstin Metternich und Hannes Messemer als Fürst Metternich sowie Paul Meurisse als Charles-M. de Talleyrand besetzt. 
In dem Film Tod oder Freiheit von 1977, in dem Moritz in manchen Quellen als Mitwirkende genannt wird, spielt nicht sie mit, sondern Dorothea Moritz.

## Filmografie (Auswahl)
- 1958: Mädchen in Uniform
- 1958: Der veruntreute Himmel
- 1959: Am Tag als der Regen kam
- 1959: Bezaubernde Arabella
- 1962: Journey to the Seventh Planet
- 1963: Das Haus in Montevideo
- 1964: Old Shatterhand
- 1966: Der Kongreß amüsiert sich

### Fernsehen
- 1957: Daphnis und Chloe
- 1961: Wie einst im Mai
- 1963: Eine leichte Person
- 1963: Der Tod des Handlungsreisenden
- 1964: Darf ich Sie eine Minuten sprechen? (Kurzfilm)